# Tatarzy

Flaga narodowa krymskich Tatarów

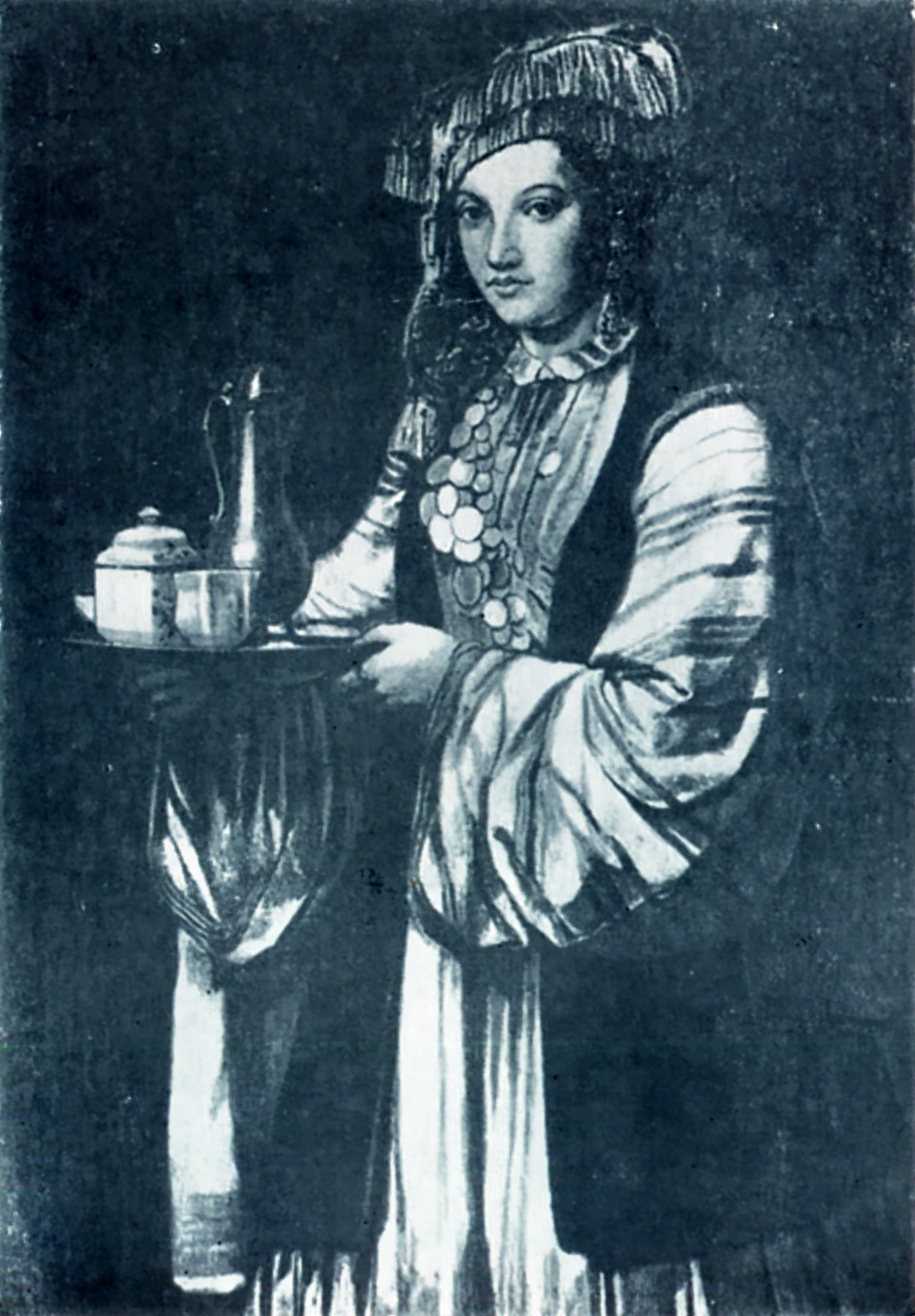
Kobieta tatarska w stroju z XVIII wieku

Tatarzy (nazwa własna: tatarlar / татарлар) – ludy turkijskie w Europie wschodniej oraz północnej Azji używające nazwy „Tatarzy” do samookreślenia. 
Nazwa „Tatarzy” po raz pierwszy pojawiła się wśród koczowniczych plemion turkijskojęzycznych z terenów północno-wschodniej Mongolii i rejonu Bajkału, prawdopodobnie spokrewnieni są z Połowcami i Kipczakami. Weszli w skład imperium Czyngis-chana i jako element wieloetnicznej armii mongolskiej brali udział w wyprawach na Europę, przez co Europejczycy zaczęli określać mongolskich najeźdźców „Tatarami”. 
Po rozpadzie imperium mongolskiego utworzyli szereg państw w jego zachodniej części, m.in. Złotą Ordę, Chanat Astrachański, Chanat Kazański, Chanat Syberyjski, Chanat Krymski. W XIV wieku przyjęli sunnicką wersję islamu.
W Cesarstwie Rosyjskim wiele narodów turkijskich określano „Tatarami”, m.in. Azerów („Tatarzy kaukascy” bądź „Tatarzy zakaukascy”), Karaczajów i Bałkarów („Tatarzy górscy”), Kumyków („Tatarzy dagestańscy”) i Nogajów („Tatarzy nogajscy”). Nazw tych już się obecnie nie używa.

## Odłamy Tatarów
Tatarzy rozsiani są po ogromnych obszarach, głównie byłego ZSRR. Dzielą się na kilka grup będących często osobnymi narodami. Najliczniejsi są Tatarzy Kazańscy, zamieszkujący Tatarstan i nazywani po prostu Tatarami.
Drugą dużą grupą są Tatarzy krymscy. Stanowili oni ludność Chanatu Krymskiego; z tymi właśnie Tatarami walczyli Polacy w XVI–XVII wieku. Wraz z rozpadem Złotej Ordy, rozciągającej się od ujścia Dunaju po Irtysz, powstał na Krymie oddzielny chanat. W roku 1449 na jego czele stanął popierany przez wielkiego księcia litewskiego Witolda Hadżi Girej, od którego wywodziła się dynastia panująca aż do roku 1783, kiedy to Półwysep Krymski został zdobyty przez Rosjan.
W maju 1944 decyzją władz sowieckich wszyscy Tatarzy krymscy zostali przez NKWD deportowani do Uzbekistanu pod pretekstem współpracy z III Rzeszą. Po 1989 roku rozpoczął się masowy powrót (wcześniej zabroniony) Tatarów na Krym, który zamieszkuje współcześnie ponad 270 tys. Tatarów. Mniejsze grupy Tatarów zamieszkują również Syberię. Wszyscy Tatarzy są potomkami plemion tworzących Złotą Ordę. Większość mieszkańców Tatarstanu wyznaje islam, część prawosławie, podczas gdy Tatarzy krymscy - islam sunnicki wprowadzony przez chana Ozbega jako religia państwowa Złotej Ordy w roku 1313.
Niewielkie społeczności Tatarów osiedliły się na Litwie. Społeczności tatarskie można obecnie spotkać w Polsce, na Litwie i Białorusi. Tatarzy w Polsce najliczniej zamieszkują Podlasie (w tym Białystok, gdzie żyje ich około dwóch tysięcy) oraz Trójmiasto. W Białymstoku, Bohonikach i Kruszynianach na Podlasiu oraz w Gdańsku znajdują się ich meczety.
Tatarzy często utożsamiani są błędnie z Mongołami. Faktem jest, że współtworzyli oni imperium mongolskie Czyngis-chana, by po jego rozpadzie utworzyć Złotą Ordę, ale ich pokrewieństwo z Mongołami wynika jedynie z podobnego stylu życia. Różnice językowe są oczywiste, a oba narody zróżnicowały się jeszcze bardziej wraz z przyjęciem przez Tatarów islamu (podczas gdy Mongołowie wyznają szamanizm lub buddyzm). Istnieją też olbrzymie różnice genetyczne, gdyż Mongołowie są ludem buriacko-chałchaskim, a Tatarzy turecko-kipczackim.

## Wojsko tatarskie
Koczownicy tatarscy to wojsko przede wszystkim konne. Tylko niewielu z tych stepowych jeźdźców posiadało uzbrojenie podobne do uzbrojenia lekkiej jazdy polskiej, jak szable, dzidy, łuki, tarcze czy kolczugi, niemniej byli przeciwnikiem groźnym. Z reguły unikali starć z regularnym wojskiem, ale zmuszeni walczyli z determinacją. Ich głównym atutem była szybkość. W licznych wyprawach łupieżczych na ziemie I Rzeczypospolitej (tylko w pierwszej połowie XVII wieku było ich co najmniej 76) uczestniczyły zwykle pojedyncze ordy lub czambuły nie przekraczające kilku tysięcy, a nawet kilkuset jeźdźców. Tylko w wyjątkowych wypadkach (np. na rozkaz sułtana tureckiego) ruszała w pole cała armia Chanatu Krymskiego licząca 20–30 tysięcy wojowników.
Utrzymanie pokoju z Turcją nie było łatwe, choć Polska nie była głównym celem ekspansji tureckiej, która kierowała się głównie na Węgry. Napaści tatarskie obserwowano i wiedziano, gdzie szukać ich przyczyny. Jan Kochanowski pisał w 1564 roku:

W kilka lat Tatarowie pięćkroć nas wybrali,

Bracią waszę w niewolę Turkom zaprzedali...

Nie spuszczajcie się na to, że Turcy próżnują,

Wiedząć oni przyczynę, komu w tym folgują.

Podstawę strategii Tatarów stanowiło zaskoczenie. Starali się uderzać tam, gdzie nie było obrony, względnie była ona bardzo słaba. Po wtargnięciu na ziemie gęściej zamieszkane zakładali kosz, skąd szeroko rozsyłali czambuły plądrujące okolice, a potem z łupami i jasyrem wracające do obozu. Kosz był wówczas zwijany i orda wracała do swych siedzib. Po przejściu ordy pozostawały trupy i zgliszcza. W XVII wieku śpiewano dumki jak ta:

Zasmuciła się Ukraina, bo nie da się przeżyć;

Zadeptała orda końmi maleńkie dzieci!

Maleńkie zadeptała, a wielkie zabrała,

Do chana pognała...

Od XV wieku Tatarzy krymscy używali łuku refleksyjnego w najbardziej udoskonalonej formie – mocno skróconego. Mimo to jego siła rażenia była ogromna. Wilhelm Beauplan pisze, że był nieraz w sytuacjach, w których był atakowany przez Tatarów ostrzeliwujących go z łuków, podczas gdy towarzyszący mu Kozacy nie mogli ich ostrzelać, gdyż "nie zbliżali się do nas na odległość zasięgu broni". Oznacza to, że łuki Tatarów miały o wiele większy zasięg niż długa broń palna Kozaków. Opisuje ów ostrzał jako "chmurę strzał", mimo iż zaledwie co dziesiąty lub co dwudziesty ordyniec posiadał łuk. Wskazuje to na szybkostrzelność tatarskich łuczników. Bardzo podobne łuki bliskich sąsiadów Krymu, Turków osmańskich, z łatwością przebijały bardzo nowoczesne (wypukłe i zdolne odbić kulę z ręcznej broni palnej) kirysy zachodnioeuropejskie. Wspominają o tym graf Luigi Ferdinando Marsigli i marszałek polny Leopold Philip Montecuccoli, przygotowujący dla dowództwa habsburskiego w 1682 roku raport o stanie armii tureckiej. Tureckie łuki są najbardziej podobne do tatarskich, w przeciwieństwie do innych ówczesnych łuków sąsiadów Krymu, choćby Baszkirów. Brak potwierdzeń w źródłach, by takie możliwości miał długi łuk. Podczas gdy łucznicy zachodnioeuropejscy musieli wystrzelić masę strzał, by tylko poranić wroga i zmusić do odwrotu, tatarski jeździec jedną strzałą zabijał jednego przeciwnika. Beauplan potwierdza również znakomitą celność łuczników tatarskich – pisze, że strzelając w pełnym galopie do tyłu o 100 kroków nie chybiają nigdy. 
W przypadku walki z taborem strzelano w taki sposób, aby strzały spadające z góry raniły nieopancerzonego przeciwnika lub jego konie. Do przebijania zbroi używano strzał z pogrubionymi grotami, do zabijania wyłącznie koni - o szerokich grotach; bliscy sąsiedzi Krymu, Kałmucy, używali bardzo podobnych; jak zapisał polski obserwator. ich groty były "na cztery palce (tzn. cale) szerokie". Cała ława tatarska (szyk tatarski przypominający lekko wygięty półksiężyc) mogła w krótkim czasie wysłać na wroga wiele pocisków, które jeśli nie raziły jego samego, to przynajmniej pozbawiały go koni. Potrafili także ostrzeliwać się z konia w czasie ucieczki – strzelec wypuszczał strzałę wtedy, gdy kopyta galopującego konia unosiły się nad ziemią.

## Związki etymologiczne
Dawniej błędnie zakładano, że nazwa „Tatarzy”  ma swoje pochodzenie w greckiej nazwie piekła, czyli Tartarze. Pogląd ten powstał w dobie najazdów mongolskich, a ludowa etymologia w pełni wyrażała obawę Europejczyków przed nomadami i na kilka wieków utrwaliła nazwę Tatarów jako określenie wszystkich koczowniczych ludów Wschodu. W rzeczywistości nazwa Tatarów pojawia się jednak znacznie wcześniej, niż miały miejsce pierwsze kontakty Tatarów z Europejczykami – jest ona wymieniana m.in. w Tajnej historii Mongołów. Źródła chińskie wymieniają ich po raz pierwszy pod nazwą „Dada” (達靼) lub „Dadan” (達怛) w połowie IX wieku.
W roku 1790 Baltazar Hacquet podał fantastyczną etymologię nazwy „Tatry”, twierdząc że Słowianie nazywają te góry Tatari lub Tatri, ponieważ przedtem przebywały tam ordy tatarskie.